# Орльяк-де-Бар
Орлья́к-де-Бар (фр. Orliac-de-Bar, окс. Orlhac de Bar) — коммуна во Франции, находится в регионе Лимузен. Департамент — Коррез. Входит в состав кантона Коррез. Округ коммуны — Тюль.
Код INSEE коммуны — 19155.
Коммуна расположена приблизительно в 400 км к югу от Парижа, в 70 км юго-восточнее Лиможа, в 11 км к северу от Тюля.

## Население
Население коммуны на 2008 год составляло 264 человека.
| 1962 | 1968 | 1975 | 1982 | 1990 | 1999 | 2008 |
| ---- | ---- | ---- | ---- | ---- | ---- | ---- |
| 260  | 289  | 253  | 273  | 234  | 227  | 264  |

## Экономика

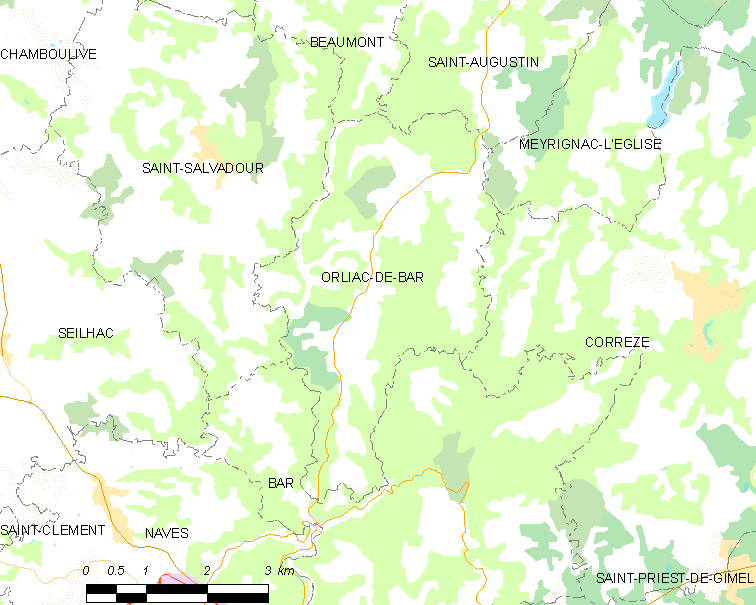
Карта коммуны

В 2007 году среди 150 человек в трудоспособном возрасте (15-64 лет) 111 были экономически активными, 39 — неактивными (показатель активности — 74,0 %, в 1999 году было 73,4 %). Из 111 активных работали 104 человека (54 мужчины и 50 женщин), безработных было 7 (2 мужчин и 5 женщин). Среди 39 неактивных 10 человек были учениками или студентами, 22 — пенсионерами, 7 были неактивными по другим причинам.